# Arūnas Kundrotas
Arūnas Kundrotas (ur. 5 kwietnia 1963 w rejonie poswolskim) – litewski ekonomista, polityk, w latach 2001–2008 minister środowiska.

## Życiorys
W 1986 ukończył studia ekonomiczne na Uniwersytecie Wileńskim.
W latach 1986–1990 był pracownikiem naukowym oddziału wyceny zasobów przyrodniczych instytutu ekonomiki Litewskiej Akademii Nauk. Od 1990 pracował w departamencie ochrony środowiska, przekształconym następnie w ministerstwo. Był kolejno głównym ekonomistą, kierownikiem wydziału i szefem zarządu ekonomicznego. W latach 1994–1996 pełnił funkcję sekretarza resortu ochrony środowiska. Od 1997 pracował jako konsultant Ministerstwa Środowiska ds. integracji z Unią Europejską.
12 lipca 2001 został powołany na stanowisko ministra środowiska. W 2004 bez powodzenia ubiegał się o mandat posła na Sejm z ramienia socjaldemokratów, do której wstąpił w 2003. Utrzymał jednocześnie stanowisko ministra w drugim rządzie Algirdasa Brazauskasa i gabinecie Gediminasa Kirkilasa.
7 stycznia 2008 podał się do dymisji, która została przyjęta przez prezydenta Valdasa Adamkusa. Zakończył pełnienie tej funkcji 31 stycznia 2008.